# Sankt Johannes Kirke (Herning)
 For alternative betydninger, se Sankt Johannes Kirke. (Se også artikler, som begynder med Sankt Johannes Kirke)
Sct. Johannes Kirke er en folkekirke i Sankt Johannes Sogn nordvest for det centrale Herning. Kirken er opført i 1955 efter tegninger af Einar Packness, der dog død inden færdiggørelsen.
Kirken har plads til 700 kirkegængere ad gangen. Selv om man fra centralt hold har ensrettet alle kirkenavne mht. "sankt" så har kirken her fastholdt sit oprindelige navn med forkortelsen "Sct."
Kirkens tårn er 40 meter højt og indeholder (toppen) udsigtsplatform, (5.-6.sal) vandtårn som ikke bruges til vand mere, (4.sal) kirkeklokkerum, (3.sal) stort tomt lokale, (2.sal) musikcafé, (1.sal) konfirmandlokale, kostumelager, køkken, (stuen) redskabsrum, mandskabslokaler og transformerstation. Uret på tårnets nordlige side indeholder en fejl, der skyldes, at arkitekten sagde, '... det er kun Gud, der er perfekt..'.[kilde mangler]
- Tårnet